# 王万华
王万华（1973年4月—），贵州省锦屏县人，侗族，中华人民共和国法学家。

## 生平
早年入学中国政法大学，分别获得法学学士、行政法学硕士、行政诉讼法学博士学位。1999年至2001年，供职于中国社会科学院法学研究所。2001年9月，任职于中国政法大学诉讼法中心工作。2014年，获得全国十大杰出青年法学家称号。